# 紫花大叶柴胡
紫花大叶柴胡（学名：Bupleurum longiradiatum var. porphyranthum）为伞形科柴胡属的变种。分布在中国大陆的河南、四川、陕西、甘肃等地，生长于海拔800米至1,500米的地区，常生长在山沟阴湿地以、山坡丛林下以及阴地草地，目前尚未由人工引种栽培。